# Championnat d'Espagne de football 2013-2014
Navigation
2012-2013 2014-2015
La saison 2013-2014 de la Liga BBVA est la 83e édition de la première division espagnole et la 6e édition sous ce nom.
Lors de cette saison, le FC Barcelone défend son titre face à 19 autres équipes dont 3 promus de Liga Adelante.
Les vingt clubs participants au championnat sont confrontés à deux reprises aux dix-neuf autres. La compétition débute le 17 août 2013 et se termine le 18 mai 2014.
À l'issue de la saison, l'Atlético Madrid remporte le titre, il s'agit du 10e titre de champion de son histoire.

## Participants
| \| Almería Athletic At. Madrid Barcelone Bétis Celta Elche Espanyol Getafe Grenade Levante Málaga Osasuna Rayo Vallecano Real Madrid Real Sociedad Séville Valence Valladolid Villarreal \| Localisation des clubs engagés dans le championnat. |
| Almería Athletic At. Madrid Barcelone Bétis Celta Elche Espanyol Getafe Grenade Levante Málaga Osasuna Rayo Vallecano Real Madrid Real Sociedad Séville Valence Valladolid Villarreal                                                           |

Légende des couleurs
- Phase de groupes de la Ligue des Champions 2013-2014
- Tour de barrages de la Ligue des Champions 2013-2014
- Phase de groupes de la Ligue Europa 2013-2014
- Tour de barrages de la Ligue Europa 2013-2014
- Troisième tour de qualification de la Ligue Europa 2013-2014
- Promu de Liga Adelante

| Club               | Ville           | Dernière montée | Classement 2012-2013 | Entraîneur                                     | Depuis | Stade                         | Capacité théorique |
| ------------------ | --------------- | --------------- | -------------------- | ---------------------------------------------- | ------ | ----------------------------- | ------------------ |
| UD Almería         | Almería         | 2013            | 3 (SD)               | Francisco                                      | 2013   | Stade des Jeux Méditerranéens | 15 223             |
| Athletic Bilbao    | Bilbao          | 1928            | 12                   | Ernesto Valverde                               | 2013   | San Mamés Barria              | 53 332             |
| Atlético Madrid    | Madrid          | 2002            | 3                    | Diego Simeone                                  | 2011   | Estadio Vicente Calderón      | 54 851             |
| FC Barcelone       | Barcelone       | 1928            | 1                    | Gerardo Martino                                | 2013   | Camp Nou                      | 99 354             |
| Bétis Séville      | Séville         | 2011            | 7                    | Pepe Mel Juan Carlos Garrido Gabriel Calderón  | 2014   | Estadio Benito Villamarín     | 52 745             |
| Celta Vigo         | Vigo            | 2012            | 17                   | Luis Enrique                                   | 2013   | Balaídos                      | 31 800             |
| Elche CF           | Elche           | 2013            | 1 (SD)               | Fran Escribá                                   | 2013   | Estadio Martínez Valero       | 36 017             |
| Espanyol Barcelone | Barcelone       | 1994            | 13                   | Javier Aguirre                                 | 2013   | Estadi Cornellà-El Prat       | 40 500             |
| Getafe CF          | Getafe          | 2004            | 10                   | Luis García Plaza Cosmin Contra                | 2014   | Coliseum Alfonso Pérez        | 17 700             |
| Grenade CF         | Grenade         | 2011            | 15                   | Lucas Alcaraz                                  | 2013   | Nuevo Los Cármenes            | 22 524             |
| Levante            | Valence         | 2010            | 11                   | Joaquín Caparrós                               | 2013   | Estadi Ciutat de València     | 25 534             |
| Málaga CF          | Malaga          | 2008            | 6                    | Bernd Schuster                                 | 2013   | La Rosaleda                   | 28 963             |
| CA Osasuna         | Pampelune       | 2000            | 16                   | José Luis Mendilibar Javi Gracia               | 2013   | El Sadar                      | 19 553             |
| Rayo Vallecano     | Madrid          | 2011            | 8                    | Paco Jémez                                     | 2012   | Estadio de Vallecas           | 14 708             |
| Real Madrid        | Madrid          | 1928            | 2                    | Carlo Ancelotti                                | 2013   | Estadio Santiago Bernabéu     | 81 254             |
| Real Sociedad      | Saint-Sébastien | 2010            | 4                    | Jagoba Arrasate                                | 2013   | Anoeta                        | 32 076             |
| Séville FC         | Séville         | 2001            | 9                    | Unai Emery                                     | 2013   | Estadio Ramón Sánchez Pizjuán | 45 500             |
| Valence CF         | Valence         | 1987            | 5                    | Miroslav Đukić Nico Estévez Juan Antonio Pizzi | 2014   | Mestalla                      | 55 000             |
| Real Valladolid    | Valladolid      | 2012            | 14                   | Juan Ignacio Martínez                          | 2013   | Estadio José Zorrilla         | 26 512             |
| Villarreal CF      | Vila-real       | 2013            | 2 (SD)               | Marcelino García Toral                         | 2013   | El Madrigal                   | 25 000             |

## Classement
Le classement est établi sur le barème de points classique (victoire à 3 points, match nul à 1, défaite à 0).
Pour départager les égalités, on tient d'abord compte des points en confrontations directes, puis de la différence de buts en confrontations directes, puis de la différence de buts générale, puis du nombre de buts marqués et enfin du nombre de point de Fair-Play.
mis à jour le 24 mai 2014
| Rang | Équipe                | Pts | J  | G  | N  | P  | Bp  | Bc | Diff |
| ---- | --------------------- | --- | -- | -- | -- | -- | --- | -- | ---- |
| 1    | Atlético Madrid       | 90  | 38 | 28 | 6  | 4  | 77  | 26 | +51  |
| 2    | FC Barcelone T S      | 87  | 38 | 27 | 6  | 5  | 100 | 33 | +67  |
| 3    | Real Madrid C C1      | 87  | 38 | 27 | 6  | 5  | 104 | 38 | +66  |
| 4    | Athletic Bilbao       | 70  | 38 | 20 | 10 | 8  | 66  | 39 | +27  |
| 5    | Séville FC C3         | 63  | 38 | 18 | 9  | 11 | 69  | 52 | +17  |
| 6    | Villarreal CF P       | 59  | 38 | 17 | 8  | 13 | 60  | 44 | +16  |
| 7    | Real Sociedad         | 59  | 38 | 16 | 11 | 11 | 62  | 55 | +7   |
| 8    | Valence CF            | 49  | 38 | 13 | 10 | 15 | 51  | 53 | -2   |
| 9    | Celta Vigo            | 49  | 38 | 14 | 7  | 17 | 49  | 54 | -5   |
| 10   | Levante UD            | 48  | 38 | 12 | 12 | 14 | 35  | 43 | -8   |
| 11   | Málaga CF             | 45  | 38 | 12 | 9  | 17 | 39  | 46 | -7   |
| 12   | Rayo Vallecano        | 43  | 38 | 13 | 4  | 21 | 46  | 80 | -34  |
| 13   | Getafe CF             | 42  | 38 | 11 | 9  | 18 | 35  | 54 | -19  |
| 14   | Espanyol de Barcelone | 42  | 38 | 11 | 9  | 18 | 41  | 51 | -10  |
| 15   | Grenade CF            | 41  | 38 | 12 | 5  | 21 | 32  | 56 | -24  |
| 16   | Elche CF P            | 40  | 38 | 9  | 13 | 16 | 30  | 50 | -20  |
| 17   | UD Almería P          | 40  | 38 | 11 | 7  | 20 | 43  | 71 | -28  |
| 18   | CA Osasuna            | 39  | 38 | 10 | 9  | 19 | 32  | 62 | -30  |
| 19   | Real Valladolid       | 36  | 38 | 7  | 15 | 16 | 38  | 60 | -22  |
| 20   | Bétis Séville         | 25  | 38 | 6  | 7  | 25 | 36  | 78 | -42  |

Qualifications européennes
Ligue des champions 2014-2015
- 1er 2e et 3e : phase de groupes
- 4e : tour de barrages pour non-champions

Ligue Europa 2014-2015
- 5e : phase de groupes
- 6e : tour de barrages
- 7e : 3e tour de qualification

Relégation
- 18e, 19e et 20e : relégation en Liga Adelante

Abréviations
T : Tenant du titre

C : Vainqueur de la Coupe du Roi 2013-2014

S : Vainqueur de la Supercoupe d'Espagne 2013

C1 : Vainqueur de la Ligue des champions de l'UEFA 2013-2014

C3 : Vainqueur de la Ligue Europa 2013-2014

P : Promus de Liga Adelante
Le 17 mai 2014 l'Atlético Madrid est champion.

### Leader journée par journée
- mis à jour le 17 mai 2014

### Matchs
| Résultats (▼dom., ►ext.)                                   | ALM | ATH | ATM | BAR | BET | CEL | ELC | ESP | GET | GRE | LEV | MAL | OSA | RAY | RMA | SOC | SEV | VAL | VLD | VIL |
| UD Almería                                                 |     | 0-0 | 2-0 | 0-2 | 3-2 | 2-4 | 2-2 | 0-0 | 1-0 | 3-0 | 2-2 | 0-0 | 1-2 | 0-1 | 0-5 | 4-3 | 1-3 | 2-2 | 1-0 | 2-3 |
| Athletic Bilbao                                            | 6-1 |     | 1-2 | 1-0 | 2-1 | 3-2 | 2-2 | 1-2 | 1-0 | 4-0 | 2-1 | 3-0 | 2-0 | 2-1 | 1-1 | 1-1 | 3-1 | 1-1 | 4-2 | 2-0 |
| Atlético Madrid                                            | 4-2 | 2-0 |     | 0-0 | 5-0 | 2-1 | 2-0 | 1-0 | 7-0 | 1-0 | 3-2 | 1-1 | 2-1 | 5-0 | 2-2 | 4-0 | 1-1 | 3-0 | 3-0 | 1-0 |
| FC Barcelone                                               | 4-1 | 2-1 | 1-1 |     | 3-1 | 3-0 | 4-0 | 1-0 | 2-2 | 4-0 | 7-0 | 3-0 | 7-0 | 6-0 | 2-1 | 4-1 | 3-2 | 2-3 | 4-1 | 2-1 |
| Bétis Séville                                              | 0-1 | 0-2 | 0-2 | 1-4 |     | 1-2 | 1-2 | 2-0 | 2-0 | 0-0 | 0-0 | 1-2 | 1-2 | 2-2 | 0-5 | 0-1 | 0-2 | 3-1 | 4-3 | 1-0 |
| Celta Vigo                                                 | 3-1 | 0-0 | 0-2 | 0-3 | 4-2 |     | 0-1 | 2-2 | 1-1 | 1-1 | 0-1 | 0-2 | 1-1 | 0-2 | 2-0 | 2-2 | 1-0 | 2-1 | 4-1 | 0-0 |
| Elche CF                                                   | 1-0 | 0-0 | 0-2 | 0-0 | 0-0 | 1-0 |     | 2-1 | 1-0 | 0-1 | 1-1 | 0-1 | 0-0 | 2-0 | 1-2 | 1-1 | 1-1 | 2-1 | 0-0 | 0-1 |
| Espanyol Barcelone                                         | 1-2 | 3-2 | 1-0 | 0-1 | 0-0 | 1-0 | 3-1 |     | 0-2 | 1-0 | 0-0 | 0-0 | 1-1 | 2-2 | 0-1 | 1-2 | 1-3 | 3-1 | 4-2 | 1-2 |
| Getafe CF                                                  | 2-2 | 0-1 | 0-2 | 2-5 | 3-1 | 2-0 | 1-1 | 0-0 |     | 3-3 | 1-0 | 1-0 | 2-1 | 0-1 | 0-3 | 2-2 | 1-0 | 0-1 | 0-0 | 0-1 |
| Grenade CF                                                 | 0-2 | 2-0 | 1-2 | 1-0 | 1-0 | 1-2 | 1-0 | 0-1 | 0-2 |     | 0-2 | 3-1 | 0-0 | 0-3 | 0-1 | 1-3 | 1-2 | 0-1 | 4-0 | 2-0 |
| Levante UD                                                 | 1-0 | 1-2 | 2-0 | 1-1 | 1-3 | 0-1 | 2-1 | 3-0 | 0-0 | 0-1 |     | 1-0 | 2-0 | 0-0 | 2-3 | 0-0 | 0-0 | 2-0 | 1-1 | 0-3 |
| Málaga CF                                                  | 2-0 | 1-2 | 0-1 | 0-1 | 3-2 | 0-5 | 0-1 | 1-2 | 1-0 | 4-1 | 1-0 |     | 0-1 | 5-0 | 0-1 | 0-1 | 3-2 | 0-0 | 1-1 | 2-0 |
| CA Osasuna                                                 | 0-1 | 1-5 | 3-0 | 0-0 | 2-1 | 0-2 | 2-1 | 1-0 | 2-0 | 1-2 | 0-1 | 0-2 |     | 3-1 | 2-2 | 1-1 | 1-2 | 1-1 | 0-0 | 0-3 |
| Rayo Vallecano                                             | 3-1 | 0-3 | 2-4 | 0-4 | 3-1 | 3-0 | 3-0 | 1-4 | 1-2 | 0-2 | 1-2 | 4-1 | 1-0 |     | 2-3 | 1-0 | 0-1 | 1-0 | 0-3 | 2-5 |
| Real Madrid                                                | 4-0 | 3-1 | 0-1 | 3-4 | 2-1 | 3-0 | 3-0 | 3-1 | 4-1 | 2-0 | 3-0 | 2-0 | 4-0 | 5-0 |     | 5-1 | 7-3 | 2-2 | 4-0 | 4-2 |
| Real Sociedad                                              | 3-0 | 2-0 | 1-2 | 3-1 | 5-1 | 4-3 | 4-0 | 2-1 | 2-0 | 1-1 | 0-0 | 0-0 | 5-0 | 2-3 | 0-4 |     | 1-1 | 1-0 | 1-0 | 1-2 |
| Séville FC                                                 | 2-1 | 1-1 | 1-3 | 1-4 | 4-0 | 0-1 | 3-1 | 4-1 | 3-0 | 4-0 | 2-3 | 2-2 | 2-1 | 4-1 | 2-1 | 1-0 |     | 0-0 | 4-1 | 0-0 |
| Valence CF                                                 | 1-2 | 1-1 | 0-1 | 2-3 | 5-0 | 2-1 | 2-1 | 2-2 | 1-3 | 2-1 | 2-0 | 1-0 | 3-0 | 1-0 | 2-3 | 1-2 | 3-1 |     | 2-2 | 2-1 |
| Real Valladolid                                            | 1-0 | 1-2 | 0-2 | 1-0 | 0-0 | 3-0 | 2-2 | 1-0 | 1-0 | 0-1 | 1-1 | 2-2 | 0-1 | 1-1 | 1-1 | 2-2 | 2-2 | 0-0 |     | 1-0 |
| Villarreal CF                                              | 2-0 | 1-1 | 1-1 | 2-3 | 1-1 | 0-2 | 1-1 | 2-1 | 0-2 | 3-0 | 1-0 | 1-1 | 3-1 | 4-0 | 2-2 | 5-1 | 1-2 | 4-1 | 2-1 |     |
| - Victoire à domicile - Match nul - Victoire à l'extérieur |     |     |     |     |     |     |     |     |     |     |     |     |     |     |     |     |     |     |     |     |

### Évolution du classement
| Journées / Clubs   | 1  | 2  | 3  | 4  | 5  | 6  | 7  | 8  | 9  | 10 | 11 | 12 | 13 | 14 | 15 | 16 | 17 | 18 | 19 | 20 | 21 | 22 | 23 | 24 | 25 | 26 | 27 | 28 | 29 | 30 | 31 | 32 | 33 | 34 | 35 | 36 | 37 | 38 |
| Journées / Clubs   |    |    |    |    |    |    |    |    |    |    |    |    |    |    |    |    |    |    |    |    |    |    |    |    |    |    |    |    |    |    |    |    |    |    |    |    |    |    |
| ------------------ | -- | -- | -- | -- | -- | -- | -- | -- | -- | -- | -- | -- | -- | -- | -- | -- | -- | -- | -- | -- | -- | -- | -- | -- | -- | -- | -- | -- | -- | -- | -- | -- | -- | -- | -- | -- | -- | -- |
| Atlético Madrid    | 3  | 2  | 2  | 2  | 2  | 2  | 2  | 2  | 2  | 2  | 2  | 2  | 2  | 2  | 2  | 2  | 2  | 2  | 2  | 2  | 2  | 1  | 3  | 3  | 3  | 3  | 2  | 2  | 1  | 1  | 1  | 1  | 1  | 1  | 1  | 1  | 1  | 1  |
| FC Barcelone       | 1  | 1  | 1  | 1  | 1  | 1  | 1  | 1  | 1  | 1  | 1  | 1  | 1  | 1  | 1  | 1  | 1  | 1  | 1  | 1  | 1  | 2  | 1  | 1  | 2  | 2  | 3  | 3  | 3  | 2  | 2  | 2  | 3  | 2  | 2  | 2  | 2  | 2  |
| Real Madrid        | 7  | 5  | 4  | 4  | 3  | 3  | 3  | 3  | 3  | 3  | 3  | 3  | 3  | 3  | 3  | 3  | 3  | 3  | 3  | 3  | 3  | 3  | 2  | 2  | 1  | 1  | 1  | 1  | 2  | 3  | 3  | 3  | 2  | 3  | 3  | 3  | 3  | 3  |
| Athletic Bilbao    | 6  | 3  | 5  | 5  | 6  | 5  | 5  | 6  | 6  | 5  | 5  | 5  | 5  | 5  | 4  | 4  | 4  | 4  | 4  | 4  | 4  | 4  | 4  | 4  | 4  | 4  | 4  | 4  | 4  | 4  | 4  | 4  | 4  | 4  | 4  | 4  | 4  | 4  |
| Séville FC         | 17 | 14 | 15 | 19 | 20 | 14 | 14 | 11 | 11 | 10 | 11 | 14 | 11 | 8  | 8  | 7  | 7  | 7  | 7  | 7  | 7  | 7  | 7  | 7  | 8  | 7  | 7  | 7  | 5  | 5  | 5  | 5  | 5  | 5  | 5  | 5  | 5  | 5  |
| Villarreal CF      | 5  | 4  | 3  | 3  | 4  | 4  | 4  | 4  | 4  | 4  | 4  | 4  | 4  | 4  | 5  | 5  | 6  | 6  | 5  | 5  | 5  | 5  | 5  | 5  | 5  | 5  | 5  | 6  | 7  | 7  | 7  | 7  | 6  | 7  | 7  | 7  | 7  | 6  |
| Real Sociedad      | 4  | 7  | 8  | 7  | 7  | 12 | 13 | 15 | 12 | 9  | 9  | 7  | 7  | 6  | 6  | 6  | 5  | 5  | 6  | 6  | 6  | 6  | 6  | 6  | 6  | 6  | 6  | 5  | 6  | 6  | 6  | 6  | 7  | 6  | 6  | 6  | 6  | 7  |
| Valence CF         | 9  | 10 | 12 | 16 | 9  | 7  | 6  | 7  | 8  | 11 | 12 | 9  | 9  | 11 | 9  | 9  | 11 | 8  | 8  | 9  | 10 | 8  | 8  | 8  | 7  | 9  | 8  | 8  | 8  | 9  | 8  | 8  | 8  | 8  | 8  | 8  | 10 | 8  |
| Celta Vigo         | 10 | 8  | 7  | 8  | 8  | 11 | 15 | 16 | 19 | 15 | 17 | 15 | 16 | 16 | 14 | 15 | 15 | 18 | 15 | 16 | 13 | 11 | 11 | 11 | 11 | 11 | 11 | 11 | 12 | 12 | 11 | 13 | 12 | 13 | 10 | 9  | 8  | 9  |
| Levante UD         | 20 | 16 | 10 | 9  | 10 | 10 | 9  | 9  | 9  | 7  | 7  | 8  | 10 | 13 | 13 | 11 | 13 | 12 | 10 | 11 | 8  | 9  | 10 | 10 | 9  | 8  | 10 | 10 | 9  | 10 | 10 | 9  | 10 | 11 | 11 | 10 | 9  | 10 |
| Málaga CF          | 16 | 19 | 18 | 10 | 11 | 8  | 10 | 10 | 13 | 16 | 15 | 12 | 14 | 14 | 15 | 13 | 10 | 11 | 14 | 14 | 16 | 13 | 16 | 17 | 17 | 16 | 13 | 14 | 13 | 14 | 12 | 11 | 11 | 10 | 13 | 13 | 13 | 11 |
| Rayo Vallecano     | 2  | 11 | 13 | 17 | 19 | 20 | 20 | 19 | 14 | 17 | 19 | 20 | 18 | 19 | 17 | 19 | 19 | 19 | 19 | 19 | 19 | 19 | 19 | 19 | 19 | 19 | 19 | 16 | 14 | 13 | 14 | 12 | 14 | 12 | 9  | 11 | 11 | 12 |
| Getafe CF          | 18 | 13 | 19 | 14 | 15 | 9  | 8  | 5  | 5  | 6  | 6  | 6  | 6  | 7  | 7  | 8  | 8  | 9  | 11 | 12 | 12 | 12 | 13 | 16 | 15 | 15 | 16 | 17 | 18 | 18 | 16 | 18 | 18 | 18 | 17 | 18 | 16 | 13 |
| Espanyol Barcelone | 11 | 6  | 6  | 6  | 5  | 6  | 7  | 8  | 7  | 8  | 8  | 10 | 12 | 9  | 10 | 12 | 9  | 10 | 12 | 8  | 9  | 10 | 9  | 9  | 10 | 10 | 9  | 9  | 10 | 8  | 9  | 10 | 9  | 9  | 12 | 12 | 12 | 14 |
| Grenade CF         | 8  | 9  | 9  | 12 | 13 | 15 | 12 | 14 | 16 | 13 | 14 | 11 | 8  | 12 | 12 | 10 | 12 | 13 | 9  | 10 | 11 | 14 | 17 | 12 | 13 | 14 | 12 | 12 | 11 | 11 | 13 | 15 | 13 | 14 | 14 | 15 | 17 | 15 |
| Elche CF           | 19 | 15 | 16 | 15 | 17 | 18 | 17 | 12 | 10 | 12 | 10 | 13 | 13 | 10 | 11 | 14 | 14 | 16 | 17 | 15 | 17 | 15 | 12 | 14 | 14 | 13 | 14 | 13 | 15 | 15 | 15 | 14 | 15 | 16 | 15 | 14 | 14 | 16 |
| UD Almería         | 12 | 12 | 14 | 18 | 16 | 17 | 18 | 20 | 20 | 20 | 20 | 19 | 17 | 18 | 19 | 18 | 16 | 14 | 16 | 17 | 15 | 17 | 15 | 15 | 16 | 17 | 18 | 19 | 16 | 16 | 18 | 19 | 19 | 19 | 19 | 17 | 15 | 17 |
| CA Osasuna         | 13 | 20 | 20 | 20 | 18 | 19 | 19 | 18 | 18 | 19 | 16 | 17 | 19 | 15 | 16 | 17 | 18 | 15 | 13 | 13 | 14 | 16 | 14 | 13 | 12 | 12 | 15 | 15 | 17 | 17 | 19 | 16 | 16 | 15 | 16 | 19 | 18 | 18 |
| Real Valladolid    | 14 | 18 | 11 | 13 | 14 | 16 | 16 | 17 | 17 | 14 | 13 | 16 | 15 | 17 | 18 | 16 | 17 | 17 | 18 | 18 | 18 | 18 | 18 | 18 | 18 | 18 | 17 | 18 | 19 | 19 | 17 | 17 | 17 | 17 | 18 | 16 | 19 | 19 |
| Bétis Séville      | 15 | 17 | 17 | 11 | 12 | 13 | 11 | 13 | 15 | 18 | 18 | 18 | 20 | 20 | 20 | 20 | 20 | 20 | 20 | 20 | 20 | 20 | 20 | 20 | 20 | 20 | 20 | 20 | 20 | 20 | 20 | 20 | 20 | 20 | 20 | 20 | 20 | 20 |

## Statistiques individuelles

### Meilleurs buteurs
Le Trophée Pichichi récompense le meilleur buteur de la saison, tandis que le Trophée Zarra est décerné au meilleur buteur espagnol de la saison. Cristiano Ronaldo, avec 31 buts, remporte le premier tandis que Diego Costa, avec 27 buts, remporte le second.
| Rang | Joueur            | Club            | Buts | Pen. |
| ---- | ----------------- | --------------- | ---- | ---- |
| 1    | Cristiano Ronaldo | Real Madrid     | 31   | 6    |
| 2    | Lionel Messi      | FC Barcelone    | 28   | 6    |
| 3    | Diego Costa       | Atlético Madrid | 27   | 5    |
| 4    | Alexis Sánchez    | FC Barcelone    | 19   | 0    |
| 5    | Karim Benzema     | Real Madrid     | 17   | 0    |
| 6    | Aritz Aduriz      | Athletic Bilbao | 16   | 2    |
| 6    | Antoine Griezmann | Real Sociedad   | 16   | 0    |
| 6    | Carlos Vela       | Real Sociedad   | 16   | 2    |
| 7    | Gareth Bale       | Real Madrid     | 15   | 0    |
| 7    | Kevin Gameiro     | Séville FC      | 15   | 2    |
| 7    | Javi Guerra       | Real Valladolid | 15   | 1    |
| 7    | Pedro             | FC Barcelone    | 15   | 0    |
| 8    | Ikechukwu Uche    | Villarreal CF   | 14   | 0    |
| 8    | Nolito            | Celta Vigo      | 14   | 2    |
| 8    | Carlos Bacca      | Séville FC      | 14   | 1    |
| 9    | David Villa       | Atlético Madrid | 13   | 1    |

### Meilleurs passeurs
| Rang | Joueur            | Club               | Passes |
| ---- | ----------------- | ------------------ | ------ |
| 1    | Ángel Di María    | Real Madrid        | 17     |
| 2    | Koke              | Atlético Madrid    | 13     |
| 2    | Cesc Fàbregas     | FC Barcelone       | 13     |
| 3    | Markel Susaeta    | Athletic Bilbao    | 12     |
| 3    | Carlos Vela       | Real Sociedad      | 12     |
| 3    | Gareth Bale       | Real Madrid        | 12     |
| 4    | Lionel Messi      | FC Barcelone       | 11     |
| 5    | Ivan Rakitić      | Séville FC         | 10     |
| 5    | Alexis Sánchez    | FC Barcelone       | 10     |
| 6    | Cristiano Ronaldo | Real Madrid        | 9      |
| 6    | Karim Benzema     | Real Madrid        | 9      |
| 6    | Sergio García     | Espanyol Barcelone | 9      |

## Prix LFP
Le Prix LFP est une récompense officielle décernée par la Ligue de football professionnel.
| Catégorie           |                   |                 |
| Catégorie           | Joueur            | Équipe          |
| ------------------- | ----------------- | --------------- |
| Meilleur joueur     | Cristiano Ronaldo | Real Madrid     |
| Meilleur entraîneur | Diego Simeone     | Atlético Madrid |
| Meilleur gardien    | Keylor Navas      | Levante UD      |

### Récompenses mensuelles
Les Prix BBVA sont des récompenses officielles mensuelles décernées par la LFP aux meilleur joueur et entraîneur du mois en Liga BBVA.
| Mois      | Joueur du mois    | Joueur du mois  | Entraîneur du mois | Entraîneur du mois |
| Mois      | Joueur            | Club            | Entraîneur         | Club               |
| --------- | ----------------- | --------------- | ------------------ | ------------------ |
| Septembre | Diego Costa       | Atlético Madrid | Marcelino García   | Villarreal CF      |
| Octobre   | Koke              | Atlético Madrid | Diego Simeone      | Atlético Madrid    |
| Novembre  | Cristiano Ronaldo | Real Madrid     | Francisco          | UD Almería         |
| Décembre  | Carlos Vela       | Real Sociedad   | Jagoba Arrasate    | Real Sociedad      |
| Janvier   | Ivan Rakitić      | Séville FC      | Ernesto Valverde   | Athletic Bilbao    |
| Février   | Rafinha           | Celta Vigo      | Juan Antonio Pizzi | Valence CF         |
| Mars      | Keylor Navas      | Levante UD      | Unai Emery         | Séville FC         |
| Avril     | Diego Godín       | Atlético Madrid | Paco Jémez         | Rayo Vallecano     |
| Mai       | Diego Godín       | Atlético Madrid | Francisco          | UD Almería         |

### Équipe-type de la Liga BBVA 2013-2014
| \| N° \| Poste \| Joueur \| Club \| \| -- \| ----- \| ----------------- \| --------------- \| \| 1 \| GB \| Thibaut Courtois \| Atlético Madrid \| \| 4 \| DC \| Aymeric Laporte \| Athletic Bilbao \| \| 2 \| DC \| Diego Godín \| Atlético Madrid \| \| 20 \| DL \| Juanfran \| Atlético Madrid \| \| 3 \| DL \| Filipe Luís \| Atlético Madrid \| \| 8 \| MD \| Ander Iturraspe \| Athletic Bilbao \| \| 6 \| ML \| Koke \| Atlético Madrid \| \| 14 \| MR \| Gabi \| Atlético Madrid \| \| 11 \| MO \| Ivan Rakitić \| Séville FC \| \| 10 \| AC \| Diego Costa \| Atlético Madrid \| \| 7 \| AI \| Cristiano Ronaldo \| Real Madrid \| | Courtois Laporte Godín Juanfran Filipe Luís Iturraspe Koke Gabi Rakitić Diego Costa C.Ronaldo |                   |                 |
| N° | Poste                                                                                         | Joueur            | Club            |
| 1 | GB                                                                                            | Thibaut Courtois  | Atlético Madrid |
| 4 | DC                                                                                            | Aymeric Laporte   | Athletic Bilbao |
| 2 | DC                                                                                            | Diego Godín       | Atlético Madrid |
| 20 | DL                                                                                            | Juanfran          | Atlético Madrid |
| 3 | DL                                                                                            | Filipe Luís       | Atlético Madrid |
| 8 | MD                                                                                            | Ander Iturraspe   | Athletic Bilbao |
| 6 | ML                                                                                            | Koke              | Atlético Madrid |
| 14 | MR                                                                                            | Gabi              | Atlético Madrid |
| 11 | MO                                                                                            | Ivan Rakitić      | Séville FC      |
| 10 | AC                                                                                            | Diego Costa       | Atlético Madrid |
| 7 | AI                                                                                            | Cristiano Ronaldo | Real Madrid     |

### Bilan de la saison
- Premier but de la saison :  Carlos Vela   42e pour la Real Sociedad contre Getafe CF (1-0), le 17 août 2013.
- Premier but contre son camp :  Sebastián Dubarbier   65e (csc) pour l'UD Almería en faveur de Villarreal CF (1-1), le 19 août 2013.
- Premier penalty :  Lionel Messi   42e (pen.) pour le FC Barcelone contre Levante UD (5-0), le 18 août 2013.
- Premier coup franc direct :  Ibai Gómez   90+2e (cf.) pour l'Athletic Bilbao contre l'Espanyol Barcelone (3-2), le 23 septembre 2013.
- Premier doublé :  Lionel Messi   12e   42e (pen.) pour le FC Barcelone contre Levante UD (5-0), le 18 août 2013.
- Premier triplé :  Lionel Messi   11e   39e   41e pour le FC Barcelone contre Valence CF (0-3), le 1er septembre 2013.
- Premier quadruplé :  Carlos Vela   6e   61e   78e   81e pour la Real Sociedad contre Celta Vigo (4-3), le 23 novembre 2013.
- But le plus rapide d'une rencontre :  Seydou Keita 8 secondes  pour Valence CF contre l'UD Almería (0-1), le 27 mars 2014.
- But le plus tardif d'une rencontre :  Cristiano Ronaldo   90+6e (pen.) pour le Real Madrid contre Elche CF (1-2), le 25 septembre 2013.
- Champion d'Hiver : FC Barcelone, le 11 janvier 2014.
- Champion : Atlético Madrid, le 17 mai 2014.
- Meilleur Attaque : Real Madrid, 104 buts
- Meilleur Défense : Atlético Madrid, 26 buts
- Journée de championnat la plus riche en buts : 14e avec 42 buts.
- Journée de championnat la plus pauvre en buts : 7e avec 17 buts.
- Plus grande marge de buts dans une rencontre : 7 buts
  - FC Barcelone 7-0 Levante UD, le 18 août 2013.
  - Atlético Madrid 7-0 Getafe CF, le 23 novembre 2013.
  - FC Barcelone 7-0 CA Osasuna, le 16 mars 2014.
- Plus grand nombre de buts dans une rencontre : 10 buts
  - Real Madrid 7-3 Séville FC, le 30 octobre 2013.
- Plus grand nombre de buts en une mi-temps : 6 buts
  - La 1re mi-temps:
  - FC Barcelone 7-0 (6-0) Levante UD, le 18 août 2013.
- Plus grand nombre de buts dans une rencontre par un joueur : 4 buts
  -  Carlos Vela   6e   61e   78e   81e pour la Real Sociedad contre Celta Vigo (4-3), le 23 novembre 2013.
- Coup du chapeau le plus rapide : 8 minutes
  -  Pedro Rodríguez   35e   41e   43e pour le FC Barcelone contre Getafe CF (2-3), le 22 décembre 2013.
- Les coups du chapeau de la saison :
  -  Lionel Messi   11e   39e   41e pour le FC Barcelone contre Valence CF (n-3), le 1er septembre 2013.
  -  Mounir El Hamdaoui   31e   62e   67e pour Málaga CF contre le Rayo Vallecano (5-0), le 15 septembre 2013.
  -  Pedro Rodríguez   33e   47e   72e pour le FC Barcelone contre le Rayo Vallecano (0-3), le 21 septembre 2013.
  -  Cristiano Ronaldo   32e (pen.)   60e   71e pour le Real Madrid contre Séville FC (l-3), le 30 octobre 2013.
  -  Youssef El-Arabi   48e   59e   77e pour Grenade CF contre Málaga CF (3-1), le 8 novembre 2013.
  -  Cristiano Ronaldo   12e   26e (pen.)   76e (cf.) pour le Real Madrid contre la Real Sociedad (5-1), le 9 novembre 2013.
  -  Carlos Vela4   6e   61e   78e pour la Real Sociedad contre Celta Vigo (3-3), le 23 novembre 2013.
  -  Sergio García   27e (pen.)   51e (pen.)   83e pour l'Espanyol Barcelone contre le Rayo Vallecano (1-3), le 24 novembre 2013.
  -  Gareth Bale   33e   64e   89e pour le Real Madrid contre le Real Valladolid (4-0), le 30 novembre 2013.
  -  Jonas   45e   48e   54e pour Valence CF contre le CA Osasuna (3-0), le 1er décembre 2013.
  -  Javi Guerra   60e   67e   86e pour le Real Valladolid contre Celta Vigo (3-0), le 16 décembre 2013.
  -  Pedro Rodríguez   35e   41e   43e pour le FC Barcelone contre Getafe CF (2-3), le 22 décembre 2013.
  -  Alexis Sánchez   7e   63e   69e pour le FC Barcelone contre Elche CF (4-0), le 5 janvier 2014.
  -  Ikechukwu Uche   10e   57e   64e pour Villarreal CF contre le Rayo Vallecano (0-5), le 6 janvier 2014.
  -  Aritz Aduriz   6e   18e   74e (pen.) pour Athletic Bilbao contre Grenade CF (3-0), le 28 février 2014.
  -  Lionel Messi   19e   62e   88e pour le FC Barcelone contre le CA Osasuna (6-0), le 16 mars 2014.
  -  Lionel Messi   42e   65e (pen.)   84e (pen.) pour le FC Barcelone contre le Real Madrid (3-4), le 23 mars 2014.

## Parcours en Coupes d'Europe

### Parcours européen des clubs
Le parcours des clubs espagnols en coupes d'Europe est important puisqu'il détermine le coefficient UEFA, et donc le nombre de clubs espagnoles présents en coupes d'Europe les années suivantes.
| Club            | Compétition         | Résultat                                          |
| --------------- | ------------------- | ------------------------------------------------- |
| Real Madrid     | Ligue des Champions | Vainqueur de la Ligue des Champions (Real Madrid) |
| Atlético Madrid | Ligue des Champions | Finaliste (Atlético Madrid)                       |
| FC Barcelone    | Ligue des Champions | éliminé en quarts de finale (Barcelone)           |
| Real Sociedad   | Ligue des Champions | éliminé en phase de groupes (Real Sociedad)       |
| Séville FC      | Ligue Europa        | Vainqueur de la Ligue Europa (Séville FC)         |
| Valence CF      | Ligue Europa        | éliminé en demi-finales (Valence FC)              |
| Betis Séville   | Ligue Europa        | éliminé en huitièmes de finale (Betis Séville)    |

### Classement Pays
- mis à jour le 24 mai 2014

Le parcours des clubs espagnols en UEFA est important puisqu'il détermine le coefficient UEFA, et donc les futures places en coupes d'Europe des différents clubs espagnoles.
Le classement UEFA de la fin de saison 2013-2014 donne le classement et donc la répartition et le nombre d'équipes pour les coupes d'Europe de la saison 2015-2016.
| Rang 2013 | Rang 2014 | Évolution | Ligue      | 2009-2010 | 2010-2011 | 2011-2012 | 2012-2013 | 2013-2014 | Coefficient UEFA | Places en Ligue des champions de l'UEFA | Places en Ligue des champions de l'UEFA | Places en Ligue des champions de l'UEFA | Places en Ligue Europa | Places en Ligue Europa | Places en Ligue Europa | Places en Ligue Europa |
| Rang 2013 | Rang 2014 | Évolution | Ligue      | 2009-2010 | 2010-2011 | 2011-2012 | 2012-2013 | 2013-2014 | Coefficient UEFA | PG                                      | TB                                      | T3                                      | PG                     | TB                     | T3                     | T2                     |
| --------- | --------- | --------- | ---------- | --------- | --------- | --------- | --------- | --------- | ---------------- | --------------------------------------- | --------------------------------------- | --------------------------------------- | ---------------------- | ---------------------- | ---------------------- | ---------------------- |
| 1         | 1         | =         | Espagne    | 17,928    | 18,214    | 20,857    | 17,714    | 23,000    | 97,713           | 3                                       | 1                                       | 0                                       | 1                      | 1                      | 1                      | 0                      |
| 2         | 2         | =         | Angleterre | 17,928    | 18,357    | 15,250    | 16,428    | 16,785    | 84,748           | 3                                       | 1                                       | 0                                       | 1                      | 1                      | 1                      | 0                      |
| 3         | 3         | =         | Allemagne  | 18,083    | 15,666    | 15,250    | 17,928    | 14,714    | 81,641           | 3                                       | 1                                       | 0                                       | 1                      | 1                      | 1                      | 0                      |

### Classement Clubs
- mis à jour le 24 mai 2014

- Ligue des Champions 2013-2014
- Ligue Europa 2013-2014

| Rang 2013 | Rang 2014 | Évolution | Club            | 2009-2010 | 2010-2011 | 2011-2012 | 2012-2013 | 2013-2014 |                  |
| Rang 2013 | Rang 2014 | Évolution | Club            | 2009-2010 | 2010-2011 | 2011-2012 | 2012-2013 | 2013-2014 | Coefficient UEFA |
| --------- | --------- | --------- | --------------- | --------- | --------- | --------- | --------- | --------- | ---------------- |
| 4         | 1         | +3        | Real Madrid     | 22,5856   | 33,6428   | 36,1714   | 29,5428   | 39,6000   | 161,542          |
| 1         | 2         | -1        | FC Barcelone    | 30,5856   | 36,6428   | 34,1714   | 27,5428   | 28,6000   | 157,542          |
| 11        | 7         | +4        | Atlético Madrid | 24,5856   | 9,6428    | 34,1714   | 13,5428   | 37,6000   | 119,542          |
| 10        | 8         | +2        | Valence CF      | 19,5856   | 21,6428   | 25,1714   | 22,5428   | 26,6000   | 115,542          |
| 40        | 23        | +17       | Séville FC      | 22,5856   | 12,6428   | 5,6714    | 3,5428    | 26,6000   | 71,042           |
| 44        | 37        | +7        | Athletic Bilbao | 11,5856   | 3,6428    | 27,1714   | 7,5428    | 4,6000    | 54,542           |
| 26        | 39        | -13       | Villarreal CF   | 10,5856   | 26,6428   | 8,1714    | 3,5428    | 4,6000    | 53,542           |
| 59        | 52        | +7        | Málaga CF       | 3,5856    | 3,6428    | 4,1714    | 25,5428   | 4,6000    | 41,542           |
| 68        | 67        | +1        | Levante UD      | 3,5856    | 3,6428    | 4,1714    | 16,5428   | 4,6000    | 32,542           |
| 104       | 72        | +32       | Betis Séville   | 3,5856    | 3,6428    | 4,1714    | 3,5428    | 16,6000   | 31,542           |